# Антониос Никополидис
Антониос Никополидис (на гръцки: Αντώνιος Νικοπολίδης) е бивш гръцки футболист, играл като вратар, европейски шампион от 2004. Смятан е за най-добрия гръцки вратар в историята. Също така държи рекорда за най-много мачове за гръцкия национален отбор. Освен това е единствения футболист, печелил дубъл с екипа на двата гранда на гръцкия футбол - Панатинайкос и Олимпиакос. Понастоящем е наставник на младежкия национален отбор на Гърция.

## Кариера

### Кариера като футболист

#### Клубна кариера
Произхождайки от Арта, Никополидис започва да тренира футбол в местния Анагениси, и през 1987 г., на едва 16 години, дебютира за първия отбор. Две години по-късно е закупен от гранда Панатинайкос. Още през първия си сезон става шампион на Гърция. През следващите четири сезона обаче е твърда резерва и не записва нито един мач. През сезон 1994/95 започва да получава шансове за изява, и постепенно се превръща в несменяем титуляр. До 2004 г. печели още четири титли с Панатинайкос. За 15 години с екипа на „Зелените“, Никополидис записва над 190 мача.
Веднага след като печели европейската титла с националния отбор през 2004 г., Антониос Никополидис преминава в кръвния враг Олимпиакос. За отбора от Пирея играе в продължение на 7 сезона, в които записва над 200 мача, ставайки шампион на Гърция 6 пъти и спечелва Купата на Гърция 4 пъти. Веднъж печели и Суперкупата.

#### Национален отбор
За националния отбор дебютира през 1998 г. С него постига и най-големите успехи в кариерата си. На Евро 2004 Гърция осъществява уникален поход, и изненадващо спечелва първенството.

### Треньорска кариера
Година след като прекратява футболната си кариера, Никополидис става помощник-треньор в щаба на бившия си тим.
От 2015 г. води младежкия национален отбор на Гърция.

## Успехи

### Като футболист
Панатинайкос
- Шампион на Гърция (5): 1989/90, 1990/91, 1994/95, 1995/96, 2003/04
- Носител на Купата на Гърция (5): 1990/91, 1992/93, 1993/94, 1994/95, 2003/04
- Носител на Суперкупата на Гърция (2): 1993, 1994

 Олимпиакос
- Шампион на Гърция (6): 2004/05, 2005/06, 2006/07, 2007/08, 2008/09, 2010/11
- Носител на Купата на Гърция (4): 2004/05, 2005/06, 2007/08, 2008/09
- Носител на Суперкупата на Гърция (1): 2007

 Гърция
- Европейски шампион (1): 2004

### Като треньор
Олимпиакос
- Шампион на Гърция (3): 2012/13, 2013/14, 2014/15
- Носител на Купата на Гърция (2): 2012/13, 2014/15